# Hoepertingen
Hoepertingen is een dorp in de Belgische provincie Limburg, en een deelgemeente van de stad Tongeren-Borgloon, het was een zelfstandige gemeente tot aan de gemeentelijke herindeling van 1977.
Tot de gehuchten van Hoepertingen behoren Tereiken, Helshoven, Hoenshoven, Engelingen en Emmeren.

## Etymologie
De eerste schriftelijke vermelding was in 1139 als Hubertingis. De uitgang -ingen duidt op een Germaanse oorsprong: woning van de mannen van Hubert.

## Geschiedenis
Het grondgebied van Hoepertingen werd gekenmerkt door sterke Romeinse invloeden. Op de plaats In den Toem lagen twee tumuli en ook de naam Scheperstom verwijst naar een vroegere tumulus. Ook te Helshoven, helemaal in het zuiden van de gemeente bevond zich de "rateltom". Deze werd uitgegraven in 1975. De inhoud bevindt zich in het Gallo-Romeins museum van Tongeren. Ook helemaal te zuiden loopt de Romeinse heerbaan van Tongeren naar Tienen.
Hoepertingen was een Loons leen, en de eerste bekende Heer was Koenraad van Hoepertingen, vermeld in 1155. Omstreeks 1250 werd Hoepertingen aan de Hertog van Brabant onderhorig. Daarom was het in de 17e en 18e eeuw een der redemptiedorpen; het behoorde tot 1795 aan de Republiek der Zeven Verenigde Nederlanden toe.
De heerlijkheid Hoepertingen was achtereenvolgens in bezit van de families Van Hoepertingen (ca. 1150 – ca. 1350), Van Stein (ca. 1350 – 1397), De Sombreffe (1397–1502), Raes van Grevenbroek (1502–1518), Van der Mark-Arenberg (1518–1617), Van Scharenberg (1617–1688), De Sluse (1688–1788), De Stenbier de Wideux. De laatstgenoemde familie bleef tot 1888 eigenaar van het kasteel.
De Sint-Vedastuskerk was bezit van de Abdij van Sint-Vaast te Arras, maar de Graven van Loon, die voogd waren van deze abdij, bezaten uiteindelijk het patronaatsrecht, wat ze in leen gaven aan hun leenmannen. Uiteindelijk verkochten dezen het (1221, 1223) aan de Abdij van Herkenrode. Ook het tiendrecht kwam in de loop van de 13e eeuw aan Herkenrode.
In 1819–1820 werd de steenweg van Sint-Truiden naar Maastricht aangelegd, waardoor oude verbindingen, zoals de heerbaan, niet meer werden gebruikt en lintbebouwing aan de nieuwe steenweg ontstond. In 1878–1879 werd een spoorlijn aangelegd, in 1881 kwam er een stopplaats en in 1897 kwam Station Hoepertingen tot stand. Dit werd in 1957 voor personenvervoer, en in 1968 ook voor goederenvervoer gesloten, waarna de rails werd opgebroken.
Hoepertingen was een zelfstandige gemeente tot het bij de fusie van 1977 toegevoegd werd aan de gemeente Borgloon, die op zijn beurt in 2025 opging in de fusiestad Tongeren-Borgloon.
Het dorp ligt in het westen van deze gemeente aan de weg van Sint-Truiden naar Tongeren. De dorpskom van Hoepertingen ligt ten noorden van de steenweg. Hoepertingen heeft zich ontwikkeld van een Haspengouws landbouwdorp tot een woondorp met lintbebouwing langs de steenweg. In het oosten van de deelgemeente stroomt de Herk. De zuidgrens wordt gevormd door de oude Romeinse heerweg van Tongeren naar Tienen.

## Demografische ontwikkeling
- Bronnen:NIS, Opm:1831 tot en met 1970=volkstellingen; 1976 = inwoneraantal op 31 december

## Bezienswaardigheden

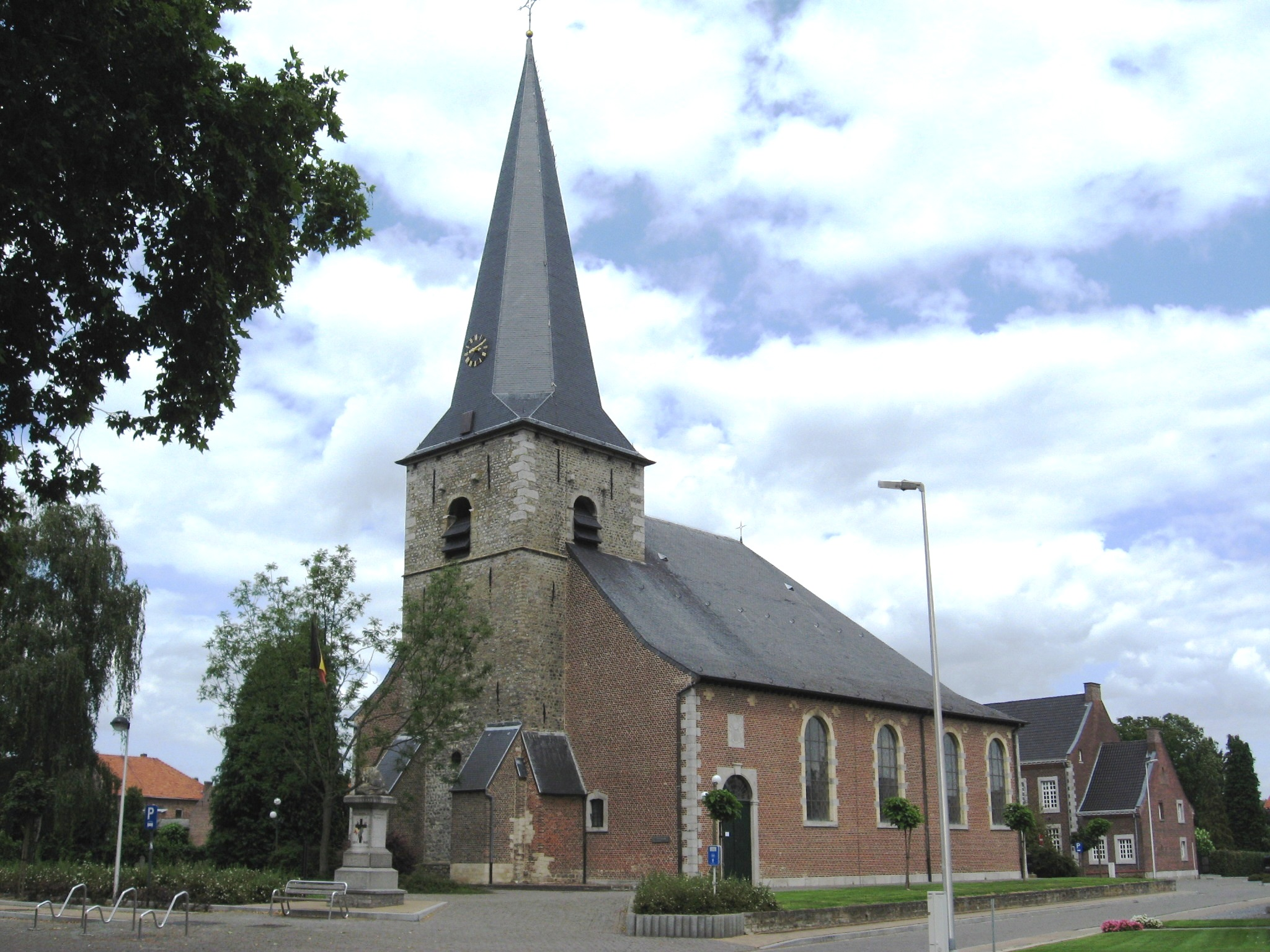
De Sint-Vedastuskerk

- De classicistische Sint-Vedastuskerk werd in opdracht van de abdis van de abdij van Herkenrode verbouwd tot haar huidige uitzicht in 1788. De romaanse toren dateert uit de 12de eeuw en is een overblijfsel van de eerste kerk. Het gotische koor uit de 15de eeuw is een overblijfsel van de tweede kerk. De kerk werd in 1927 volledig gerestaureerd. In 1982 werd de kerk beschermd als monument. De kerk bezit tal van waardevolle beelden en voorwerpen waaronder het schilderij “de visitatie”, origineel schilderij uit het atelier van Jacques (Jacob) Jordaens, 1641.
- De eveneens classicistische pastorie dateert uit 1790. Ze werd gerestaureerd in 1874 en 1994. De pastorie werd eveneens in 1982 beschermd als monument en de omgeving van kerk en pastorie werden beschermd als dorpsgezicht.
- Het voormalige kerkhof werd in 2004 beschermd als monument.
- Het Kasteel van Hoepertingen dat zich tegenover de kerk bevindt is een waterkasteel dat reeds vermeld werd in 1476. In 1620 werd het huidige kasteel gebouwd. Het poortgebouw dateert van 1700. In 1763 werd het kasteel volledig herbouwd in classicistische stijl. De zusters Annuntiaten van Heverlee kochten het in 1929 en richtten er tot in 1985 een huishoudschool in, nadien werd het een bezinningscentrum met de naam Mariagaarde. In 2022 werd het kasteel verkocht aan de familie Van Vloten. Onder de naam “Chateau de Looz “ baten ze er een hotel met meerdere faciliteiten uit.  Het kasteel werd samen met de traphal beschermd als monument in 1963.
- De Sint-Jobskapel uit 1632 met een oorspronkelijk altaar en een oorspronkelijk beeld van Sint-Job. De kapel werd gerestaureerd in 1957 en beschermd als monument in 2001. De romaanse doopvont uit de eerste kerk van Hoepertingen, die eerder in de kapel werd ondergebracht is sinds april 2024 naar de kerk verhuisd. Deze werd teruggevonden in het Grand Curtius-museum van Luik.
- In het gehucht Helshoven ligt de kapel van Helshoven waarvan reeds melding gemaakt werd in 1254. Tot in 1925 was er eveneens een kluis verbonden aan de kapel. De kapel werd in 1974 beschermd als monument.
- Eveneens op het gehucht Helshoven bevindt zich een vierkantshoeve die dateert uit 1832 met een woonhuis en inrijpoort uit 1890. De boerderij en de omgeving werden in 2004 respectievelijk beschermd als monument en als dorpsgezicht.
- Verder zijn er nog verscheidene 17de- en 18de-eeuwse boerderijen waaronder de d'Awanswinning die uit een oude 17de-eeuwse kern werd vergroot naar een U-vormig complex in 1799. In de tweede helft van de 19de eeuw werd het een gesloten hoeve. De boerderij en de omgeving werden in 2004 respectievelijk beschermd als monument en als dorpsgezicht.
- Drie watermolens op de Herk:
  - Hammolen
  - Hoenshovenmolen
  - Engelingenmolen

## Natuur en landschap
Hoepertingen is gelegen in de vallei van de Herk, op de overgang van droog- naar vochtig-Haspengouw. De hoogte varieert van 60 tot 92 meter. De landbouwgrond wordt tegenwoordig voor een belangrijk deel door de fruitteelt ingenomen.

## Economie
- Hoepertingen ligt in hartje Haspengouw en de fruitteelt ( vooral appelen en peren) is de voornaamste economische bron. Tijdens het plukseizoen worden honderden, meestal buitenlandse werknemers tewerk gesteld.
- Ook van belang is het natuursteenverwerkend bedrijf, Marbor genaamd, dat kleinschalig begonnen is in 1967 en uitgegroeid is tot een van de grootste gespecialiseerde bedrijven van België. Er wordt Henegouwse blauwe steen, graniet en marmer verwerkt, vooral ten behoeve van bouwmaterialen en interieurwerken.
- Voortvloeiende uit de fruitteelt is Looza vanaf 1958 in Hoepertingen gevestigd, een fabrikant van fruitsappen.

## Sport
Voetbalclub KHIH Hoepertingen is aangesloten bij de Belgische Voetbalbond en actief in de provinciale reeksen.

## Nabijgelegen kernen
Rijkel, Berlingen, Gotem, Groot-Gelmen